# Ajuga pyramidalis
Ajuga pyramidalis es una planta herbácea perteneciente a la familia Lamiaceae.

## Descripción
Es una pequeña planta herbácea perenne. Tiene un corto rizoma no estolonífero sobre el que se desarrollan  las hojas, opuestas, cortamente pecioladas y dispuestas en  rosetas basales, persistentes durante la estación fría. El limbo mide de 40 a 110 mm de longitud por de 15 a 45 mm de anchura, es obovado, de margen entero o crenado. En la época cálida los tallos se alargan hasta unos 30 cm, generalmente menos. Son glabros o lanosos, de sección cuadrangular; sobre ellos aparecen las flores, agrupadas en inflorescencias de tipo verticilastro, formadas por grupos de entre 4 y 8 flores cada uno, que aparecen en las axilas de las hojas transformadas en brácteas. Estas son ovadas, a veces lobadas, de color variable según la subespecie, desde verde violáceo hasta netamente morado, más pequeñas y de color más intenso cuanto más cerca del ápice. Se disponen de forma opuesta y decusada, dando a la inflorescencia un aspecto piramidal. El cáliz está formado por 5 sépalos de 5 a 8 mm soldados formando un tubo que se abre por 5 dientes, tan largos como el tubo. La corola, de 10 a 18 mm, es de color violeta o azulado pálidos, más raramente blanca o rosa; está formada por un tubo largo y estrecho con un anillo de pelos en el interior, que se abre por dos labios, el superior muy corto y el inferior, trilobulado. El androceo tiene 4 estambres; el gineceo consta de un ovario, externamente dividido en 4 lóbulos. El fruto está formado por 4 núculas reticuladas. Florece de abril a julio.
Tiene cierta semejanza con A. reptans L., de la que se diferencia por las brácteas de la inflorescencia coloreadas y más largas que las flores y por no desarrollar estolones. Además, ambas especies crecen en hábitat distintos, y A. pyramidalis tiene una distribución más restringida.
Distribución
Se distribuye por la mayor parte de Europa.
Hábitat
Crece en pastizales, generalmente sobre suelos formados a partir de rocas silíceas; es más escasa sobre sustrato calcáreo. También puede aparecer en  hayedos, abetales o pinares subalpinos. En España aparece a partir de 1000 m de altitud.
Considerada en peligro de extinción en la Comunidad Valenciana, España, donde tiene su límite meridional de distribución en el macizo de Penyagolosa, en Castellón.

## Taxonomía
Ajuga pyramidalis fue descrita por Carlos Linneo y publicado en Species Plantarum 2: 561. 1753
Sinonimia
- Bugula alpina   All.   [1785]
- Ajuga vulgaris proles schurii Rouy [1909]
- Ajuga vulgaris subsp. pyramidalis (L.) Rouy [1909]
- Teucrium pyramidale (L.) Crantz [1769]
- Bulga pyramidalis (L.) Kuntze [1891]
- Bugula pyramidalis (L.) Mill. [1768]
- Ajuga genevensis subsp. pyramidalis (L.) Bonnier & Layens[8]

## Nombres comunes
- Búgula de bosque, búgula piramidal.[9]